# Marikollen
Il Marikollen è un trampolino situato a Rælingen, in Norvegia.

## Storia
Aperto nel 1959 e ristrutturato nel 1986, l'impianto ha ospitato una tappa della Coppa del Mondo di salto con gli sci nel 1987 e varie competizioni minori.

## Caratteristiche
Il trampolino ha il punto K a 88 m; il primato di distanza appartiene al norvegese Fredrik Bjerkeengen (100 m nel 2009).